# Shahrukh Khan
Shah Rukh Khan (uttalat [‘ʃaːɦrəx ˈxaːn]), född 2 november 1965 i New Delhi, är en indisk skådespelare som informellt kallas SRK, "King Khan" och "The King of Bollywood". Shahrukh Khan har spelat i över 75 indiska filmer och har vunnit 12 Filmfare Award från 28 nomineringar för sitt arbete inom den indiska filmindustrin. År 2005 blev Khan förärad med Padma Shri, den fjärde högsta civila utmärkelsen i Indien, för sina insatser i den indiska filmindustrin.

## Filmkarriär
Shahrukh Khans första större roll var den som 'Abhimanyu' i tv-serien Karan Sharma (Soldat). Han fick sitt genombrott i samband med rollerna som paranoid älskare i Baazigar (1992) och Darr (1993), regisserade av Yash Chopra. Därefter följde flera framgångsrika romantiska filmer, bland andra Koyla, Dilwale Dulhania Le Jayenge, Karan Arjun, Pardes och Dil to Pagal Hai.
Hans samarbete med Karan Johar och Yash Johar har resulterat i framgångsrika filmer som Kuch Kuch Hota Hai, Kabhi Khushi Kabhie Gham, Kal Ho Naa Ho, Veer-Zaara, Kabhi Alvida Naa Kehna, My Name Is Khan och Jab Tak Hai Jaan.
I flera av hans filmer har han spelat med Madhuri Dixit, bland annat Anjaam, Koyla, Dil to Pagal Hai och Devdas.
Tillsammans med skådespelerskan Juhi Chawla och filmregissören Aziz Mirza har han även startat produktionsbolaget Dreamz Unlimited, som senare blev till Red Chillies Entertainment.

## Priser
Shahrukh har vunnit åtta Filmfarepriser för bästa manliga skådespelare. År 2005 vann han den för sin roll i Swades, där han spelar en indisk-amerikansk Nasa-ingenjör som lyckas ge sitt liv en ny mening på den indiska landsbygden. Senast vann han den år 2007 i filmen Chak De India där han spelar en före detta indisk landhockeyspelare som sedan blir coach för det indiska damlandslaget i landhockey.
Han har bland annat vunnit :
- Bästa nykomling - 1992
- Bästa Manliga Skådespelare - Baazigar 1994
- Bästa Skurk - Anjaam 1995
- Bästa Manliga Skådespelare - Dilwale Dulhania Le Jayenge 1996
- Bästa Manliga Skådespelare - Dil To Pagal Hai 1998
- Bästa Manliga Skådespelare - Kuch Kuch Hota Hai 1999
- Bästa Manliga Skådespelare, Juryns val - Mohabbatein 2001
- Bästa Manliga Skådespelare - Devdas 2003
- Bästa Manliga Skådespelare - Swades 2005
- Bästa Manliga Skådespelare - Chak De India 2007

## Filmografi
| double-dagger | Kommande roller |

| År   | Titel                       | Roll                           | Priser och nomineringar |
| ---- | --------------------------- | ------------------------------ | --- |
| 1992 | Deewana                     | Raja Sahay                     | Filmfare Award för Bästa manliga debut |
| 1992 | Chamatkar                   | Sunder Srivastava              | |
| 1992 | Idiot                       | Pawan Raghujan / Painda        | |
| 1992 | Dil Aashna Hai              | Karan Singh                    | |
| 1992 | Raju Ban Gaya Gentleman     | Raj 'Raju' Mathur              | |
| 1993 | Maya Memsaab                | Lalit Kumar                    | |
| 1993 | King Uncle                  | Anil Bhansal                   | |
| 1993 | Baazigar                    | Ajay Sharma / Vicky Malhotra   | Filmfare Award för Bästa manliga huvudroll |
| 1993 | Darr                        | Rahul Mehra                    | Nominerad – Filmfare Award för Bästa manliga huvudroll i en negativ karaktär                                                                      |
| 1994 | Kabhi Haan Kabhi Naa        | Sunil                          | Filmfare Critics Award för Bästa manliga huvudroll Nominerad – Filmfare Award för Bästa manliga huvudroll                                         |
| 1994 | Anjaam                      | Vijay Agnihotri                | Filmfare Award för Bästa manliga huvudroll i en negativ karaktär                                                                                  |
| 1995 | Karan Arjun                 | Arjun Kumar Singh / Vijay      | |
| 1995 | Zamaana Deewana             | Rahul Singh                    | |
| 1995 | Guddu                       | Guddu Bahadur                  | |
| 1995 | Oh Darling! Yeh Hai India!  | Hero                           | |
| 1995 | Dilwale Dulhania Le Jayenge | Raj Malhotra                   | Filmfare Award för Bästa manliga huvudroll |
| 1995 | Ram Jaane                   | Ram Jaane                      | |
| 1995 | Trimurti                    | Romi Singh                     | |
| 1996 | English Babu Desi Mem       | Vikram / Hari / Gopal Mayur    | |
| 1996 | Chaahat                     | Roop Rathore                   | |
| 1997 | Koyla                       | Shankar                        | |
| 1997 | Yes Boss                    | Rahul Joshi                    | Nominerad – Filmfare Award för Bästa manliga huvudroll                                                                                            |
| 1997 | Pardes                      | Arjun Sagar                    | |
| 1997 | Dil To Pagal Hai            | Rahul                          | Filmfare Award för Bästa manliga huvudroll |
| 1998 | Duplicate                   | Bablu Chaudhry / Manu Dada     | Nominerad – Filmfare Award för Bästa manliga huvudroll i en negativ karaktär                                                                      |
| 1998 | Dil Se..                    | Amarkant Varma                 | |
| 1998 | Kuch Kuch Hota Hai          | Rahul Khanna                   | Filmfare Award för Bästa manliga huvudroll |
| 1999 | Baadshah                    | Babulal / Baadshah             | Nominerad – Filmfare Award för Bästa manliga huvudroll i en komedi                                                                                |
| 2000 | Phir Bhi Dil Hai Hindustani | Ajay Bakshi                    | |
| 2000 | Josh                        | Max Dias                       | |
| 2000 | Hey Ram                     | Amjad Ali Khan                 | Tamil film |
| 2000 | Mohabbatein                 | Raj Aryan Malhotra             | Filmfare Critics Award för Bästa manliga huvudroll Nominerad – Filmfare Award för Bästa manliga huvudroll                                         |
| 2001 | One 2 Ka 4                  | Arun Verma                     | |
| 2001 | Asoka                       | Asoka                          | |
| 2001 | Kabhi Khushi Kabhie Gham... | Rahul Raichand                 | Nominerad – Filmfare Award för Bästa manliga huvudroll                                                                                            |
| 2002 | Hum Tumhare Hain Sanam      | Gopal                          | |
| 2002 | Devdas                      | Devdas Mukherjee               | Filmfare Award för Bästa manliga huvudroll |
| 2003 | Chalte Chalte               | Raj Mathur                     | |
| 2003 | Kal Ho Naa Ho               | Aman Mathur                    | Nominerad – Filmfare Award för Bästa manliga huvudroll                                                                                            |
| 2004 | Yeh Lamhe Judaai Ke         | Dushant                        | |
| 2004 | Main Hoon Na                | Major Ram Prasad Sharma        | Nominerad – Filmfare Award för Bästa manliga huvudroll Nominerad— Filmfare Award för Bästa film                                                   |
| 2004 | Veer-Zaara                  | Veer Pratap Singh              | Nominerad – Filmfare Award för Bästa manliga huvudroll                                                                                            |
| 2004 | Swades                      | Mohan Bhargava                 | Filmfare Award för Bästa manliga huvudroll |
| 2005 | Paheli                      | Kishenlal / The Ghost          | |
| 2006 | Kabhi Alvida Naa Kehna      | Dev Saran                      | Nominerad – Filmfare Award för Bästa manliga huvudroll                                                                                            |
| 2006 | Don: The Chase Begins Again | Don / Vijay                    | Nominerad –a Filmfare Award för Bästa manliga huvudroll                                                                                           |
| 2007 | Chak De! India              | Kabir Khan                     | Filmfare Award för Bästa manliga huvudroll |
| 2007 | Om Shanti Om                | Om Prakash Makhija / Om Kapoor | Nominerad – Filmfare Award för Bästa manliga huvudroll                                                                                            |
| 2008 | Rab Ne Bana Di Jodi         | Surinder Sahni / Raj           | Nominerad – Filmfare Award för Bästa manliga huvudroll                                                                                            |
| 2009 | Billu Barber                | Sahir Khan                     | |
| 2010 | My Name Is Khan             | Rizwan Khan                    | Filmfare Award för Bästa manliga huvudroll |
| 2011 | Ra.One                      | G.One / Shekhar Subramanium    | |
| 2011 | Don 2: The Chase Continues  | Don                            | Nominerad – Filmfare Award för Bästa manliga huvudroll                                                                                            |
| 2012 | Jab Tak Hai Jaan            | Samar Anand                    | Nominerad – Filmfare Award för Bästa manliga huvudroll                                                                                            |
| 2013 | Chennai Express             | Rahul                          | Nominerad – Filmfare Award för Bästa manliga huvudroll                                                                                            |
| 2014 | Happy New Year              | Charlie                        | Nominerad – Producers Guild Film Awards för bästa manliga huvudroll Nominerad – Bollywood Hungama Surfers Choice Movie Awards för bästa huvudroll |
| 2015 | Dilwale                     | Raj "Kaali" Randhir Bakshi     | Nominerad – Filmfare Awards för bästa huvudroll                                                                                                   |
| 2016 | Dear Zindagi                | Dr. Jehangir "Jug" Khan        | Nominerad – Screen Awards för bästa manliga biroll                                                                                                |
| 2017 | Jab Harry Met Sejal         | Harinder "Harry" Singh Nehra   | |
| 2018 | Zero                        | Bauua Singh                    | Nominerad – 64th Filmfare Awards bästa huvudroll                                                                                                  |